# Monte Sinai (Egitto)
Il Monte Sinai (in arabo طور سيناء‎?, in ebraico הר סיני‎?) è una montagna dell'Egitto. Conosciuto anche come Monte Horeb, Monte Oreb, Monte Musa, Gebel Musa o Jabal Musa (letteralmente "Montagna di Mosè"), si trova nella parte meridionale della penisola del Sinai.

## Geografia
Il Monte Sinai con i suoi 2285 m di altezza è la seconda montagna più alta dell'Egitto dopo il Monte Caterina (2637 m).
Ci sono due percorsi per raggiungere la cima del monte. Il primo, conosciuto come Siket El Bashait, è più lungo e meno ripido. La salita è possibile a piedi o in cammello con la guida di beduini locali. Il tempo approssimativo a piedi è di circa due ore e mezzo. Il secondo percorso, conosciuto come Siket Sayidna Musa, è più diretto e ripido e parte direttamente dietro il monastero. Questo percorso misura circa 3 750 passi detti passi della penitenza.

## Turismo

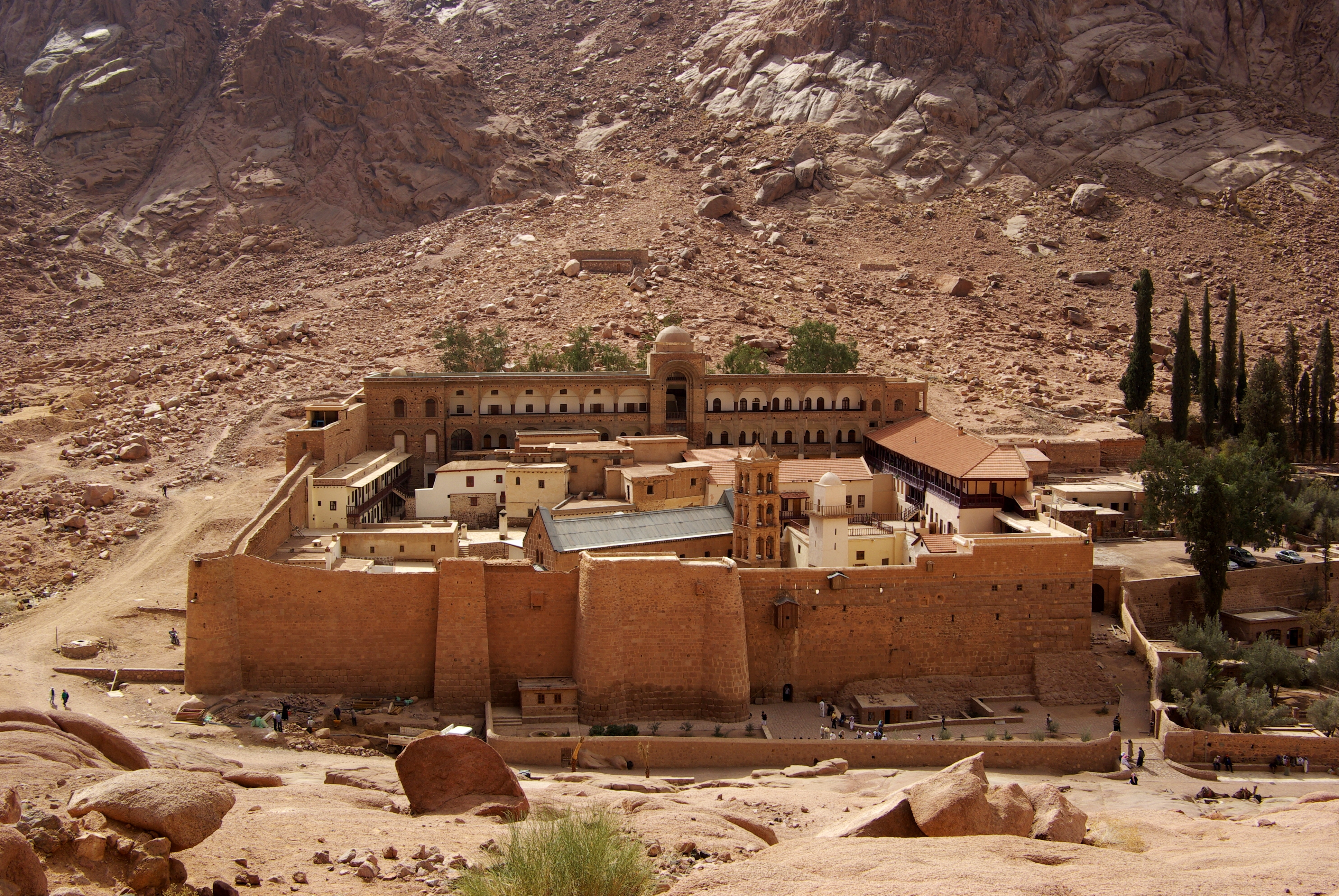
Monastero di Santa Caterina

Ai piedi del Monte Sinai sorge il monastero di Santa Caterina, fatto erigere dall'imperatore Giustiniano nel 527, nel luogo in cui Dio si sarebbe manifestato a Mosè entro un rovo ardente che bruciava senza consumarsi e che la tradizione identifica in un rigoglioso rovo (Rubus spp) qui ancora coltivato.
Il monastero occupa una posizione particolarmente suggestiva, ed è meta di pellegrinaggi e di visite turistiche, trovandosi a un paio di ore di strada (agevole) da una località balneare come Sharm El Sheikh e meno ancora da altre.
Sulla cima del monte si trova una cappella greco-ortodossa, costruita nel 1934 sulle rovine di una chiesa del XVI secolo, non aperta al pubblico. Secondo la tradizione la cappella racchiude la roccia da cui Dio realizzò le Tavole della Legge.
Nei pressi si trova anche la Grotta di Mosè, dove si suppone che Mosè avesse aspettato di ricevere le tavole.